# 刘凝
刘凝，字二至，号籀堂，清江西建康府南丰县西隅人。曾任崇義縣訓導，著作頗豐。

## 生平
刘凝一生未得功名。弱冠（即20岁左右）才进入县学，成为秀才。1675年，耿精忠叛乱入江西，南丰陷落。第二年11月18日“薄暮”，叛军“直抵西郭城下，许总镇运筹帷幄，冯将军奋力驰驱”，“月夜酣战，声撼天地，丰民得以再生”，刘凝因有《纪实二十韵》以记其事。 1677年，刘凝成为府学贡生，康熙二十六年（1687）由贡生授崇义县训导。
刘凝任崇义训导之时，刚好是康熙平定三藩之乱（1673-1681）之后。崇义在经过兵燹之后，“城郭空虚，弦诵久歇”。刘凝通过“招徕诱掖，人士向化”。在任训导期间，刘凝倡修学宫，又修三余署， 又“虔率诸士于季秋晦日举释奠之仪”以纪念王守仁。
刘凝在崇义任训导长达15年。1702年，刘凝期满后返家著述，并修撰《崇义县志》，未成稿。《二至先生传》称刘凝“年九十，无疾而终”。有学者据与刘凝有交往的传教士马若瑟所记，认为刘凝估计于1715年去世；但同时，马若瑟分别于1728年和1731年分别提及刘凝于96岁高龄逝世。 杜鼎克谓刘凝约生于1625年，卒于1715年。 但据张黼鉴序《水云村泯稿》谓，“今二至收拾遗稿于蠹鱼劫灰之余，售校参订，极其精审，布梨枣以公海内。”末署“康熙辛丑仲秋”，即1721年。 由此可知，马若瑟在1721年谓刘凝于几年前去世的说法并不确切。根据最新的考证，刘凝出生于1620年，约去世于1715年，时96岁。但卒年还没有确切证据。

## 著作

### 書籍
- 《六书夬》九卷	《二至先生传》（《水村先生行实》附）、（康熙）《南丰县志》（郑鈛督修）
- 《说文解字韵原》	《二至先生传》、《南丰县志》	《南丰县志》作《文字韵原》，又作《韵原表》，撰于1696年之前，载《四库全书总目提要》
- 《引书同异》	《二至先生传》、《南丰县志》	《南丰县志》作《引书异同》二十四卷
- 《石经本末》	《二至先生传》、《南丰县志》
- 《孝经全本注》	《二至先生传》
- 《石鼓文定本》	《二至先生传》	又作《周宣王石鼓文定本》，1667初刻、1679年重订，李长祚刻，载《四库全书总目提要》，今见于《四库全书存目丛书》经部第200册
- 《樊合著》	《二至先生传》
- 《稽礼辨论》	《二至先生传》、《南丰县志》	载《四库全书总目提要》
- 《尔斋文集》	《二至先生传》	今附于《水云邨泯稿》（道光爱余堂藏板），存《古今斋辨》、《斋必变食辨》、《禁牛论》三篇
- 《文字夬》一千卷	《南丰县志》
- 《周易古今合本》	《南丰县志》
- 《及尔斋类稿》	《南丰县志》
- 《沙溪洞志》	（同治）《崇义县志》
- 《王文成公经营横水方略》	《崇义县志》
- 《崇义县志》十二卷（未成稿）	《崇义县志》
- 《南丰县志》十六卷	郑鈛督修，刘凝纂	1684
- 《觉斯录》＊，包括《原本论》、《天主之名非创自西域》、《辨天童密云和尚三说》、《抚松和尚三教正论辨》	CCT 	ca.1680-1700，今载《耶稣会罗马档案馆明清天主教文献》第9册；《明末清初耶稣会思想文献汇编》第33册
- 《天学集解》＊	CCT	ca.1680-1700
- 《水村先生行实》	附于《水云邨泯稿》

### 篇章
- 《聂都山水纪略》	《崇义县志》
- 《游沙溪洞记》	《崇义县志》
- 《游桶冈峒茶寮记》	《崇义县志》	1693
- 《聂都水楼记》	《崇义县志》
- 《步文成公桶冈和邢太守韵》二首	《崇义县志》
- 《步文成公茶寮纪事韵》	《崇义县志》
- 《纪实》二十韵	《南丰县志》	记1675年事
- 《周易古今合本序》	《南丰县志》
- 《周宣王石鼓文定本自序》	《南丰县志》
- 《六书夬自序》	《南丰县志》
- 《引书异同自序》	《南丰县志》
- 《说文解字夬序》	《南丰县志》
- 《隐居通议序》	《南丰县志》
- 《水云邨吟稿笺注序》	《水云邨吟稿》（道光爱余堂藏板）
- 《四末真论序》＊	CCT，收入《天学集解》，高一志著	1672，又作《天主圣教四末论》
- 《交逑合录序》＊	CCT，收入《天学集解》，利玛窦、卫匡国著	1677
- 《泰西肉攫序》＊	CCT，收入《天学集解》，利类思著	1679
- 《大赦解略序》＊	CCT，刘凝序于崇义三余署	1689
- 《本草补序》＊	CCT，刘凝序于庾岭翼翼堂	1697

### 校刊
- 《水云村泯稿》十五卷 据《水云村泯稿》二十卷附录二卷，道光丁酉（1837）刘斯嵋刻，爱余堂藏板	初有天启刻本三十八卷，刘凝编本《水云村泯稿》十五卷刻于崇祯，道光刻本二十卷附录二卷，爱余堂藏板，日本静嘉堂文库藏
- 《隐居通议》三十一卷 据《读画斋丛书》丙集《隐居通议》 康熙丁未（1667）刘凝校定，此版本收入《四库全书》，《海山仙馆》重梓，嘉庆6年，十九世孙刘烒再梓，爱余堂藏板，又见于《读画斋丛书》丙集（《丛书集成新编》第八册）、《知不足斋丛书》
- 《水云邨吟稿》十二卷 据《水云村吟稿》十二卷，道光庚寅（1830）刘斯嵋刻，爱余堂藏板	刘凝搜辑，刘斯嵋重梓
- 《默想神工》＊	CCT，吴宿阅注，赵师瑗、赵希隆、刘凝、李日宁、李长祚、甘作霖校	石铎琭著，ca.1700